# Drei-Länder-Tour
El Drei-Länder-Tour, conegut fins al 2005 com a Volta a Hessen (en alemany Hessen-Rundfahrt) fou una cursa ciclista alemanya per etapes que es disputava a Hessen fins al 2005, i es va ampliar als lands de Turíngia i Baden-Württemberg, fins a la seva desaparició al 2007. A partir del 2005 la cursa formà part de l'UCI Europa Tour.

## Palmarès
| Any              | Vencedor           | Segon               | Tercer              |
| ---------------- | ------------------ | ------------------- | ------------------- |
| Volta a Hessen   |                    |                     |                     |
| 1982             | Thomas Freienstein | Peter Becker        | Johannes Gaspar     |
| 1983             | Ludek Kubias       | Heinz Luternauer    | Udo Jaulus          |
| 1984             | Thomas Freienstein | Rolf Gölz           | Jörg Echtermann     |
| 1985             | Hartmut Bölts      | Jan van Wijk        | Mikhail Sveschnikov |
| 1986             | Christian Henn     | Ralf Inden          | Waldek Owczarek     |
| 1987             | Jens Heppner       | Vaclav Toman        | Dan Radtke          |
| 1988             | Pavel Tonkov       | Romes Gainetdinov   | Jens Zemke          |
| 1989             | Matthew Stephens   | Pierre Duin         | Albrecht Röder      |
| 1990             | Christophe Capelle | Jörg Weida          | Harm Jansen         |
| 1991             | Brian Fowler       | Nicolas Aubier      | Andreas Wartenberg  |
| 1992             | Bert Dietz         | Roland Nestler      | Serhí Uixakov       |
| 1993             | Ralf Schmidt       | Aleksei Sivakov     | Arno Wohlfahrter    |
| 1994             | Pavel Padrnos      | Jörn Reuss          | Robert Pintaric     |
| 1995             | Pavel Padrnos      | Andreas Lebsanft    | Paul Leitch         |
| 1996             | Ralf Grabsch       | Jeff Evanshine      | Peter Rogers        |
| 1997             | Christian Henn     | Kai Hundertmarck    | Pierre Bourquenoud  |
| 1998             | Grischa Niermann   | Raimondas Rumsas    | Danny Nelissen      |
| 1999             | Jens Zemke         | Eduard Gritsun      | Florian Wiesinger   |
| 2000             | Tobias Steinhauser | William-Chann McRae | Thomas Liese        |
| 2001             | Michael Blaudzun   | Matthias Kessler    | Jürgen Werner       |
| 2002             | Uwe Peschel        | Torsten Schmidt     | Torsten Hiekmann    |
| 2003             | Cédric Vasseur     | Maryan Hary         | Axel Merckx         |
| 2004             | Sebastian Lang     | Stefan Schumacher   | Jérôme Pineau       |
| 2005             | Cezary Zamana      | Lars Boom           | Piotr Wadecki       |
| Drei-Länder-Tour |                    |                     |                     |
| 2006             | Sebastian Lang     | Patrik Sinkewitz    | Fränk Schleck       |
| 2007             | Thomas Dekker      | Jens Voigt          | Michael Boogerd     |